# Xerta
Xerta (em catalão e oficialmente) ou Cherta (em castelhano) é um município da Espanha na comarca do Baixo Ebro, província de Tarragona, comunidade autónoma da Catalunha. Tem 33,5 km² de área e em 2021 tinha 1 159 habitantes (densidade: 35,7 hab./km²).

## Demografia
| Variação demográfica do município entre 1996 e 2006 [carece de fontes?] | Variação demográfica do município entre 1996 e 2006 [carece de fontes?] | Variação demográfica do município entre 1996 e 2006 [carece de fontes?] | Variação demográfica do município entre 1996 e 2006 [carece de fontes?] |
| ----------------------------------------------------------------------- | ----------------------------------------------------------------------- | ----------------------------------------------------------------------- | ----------------------------------------------------------------------- |
| 1996                                                                    | 2001                                                                    | 2004                                                                    | 2006                                                                    |
| 1216                                                                    | 1210                                                                    | 1244                                                                    | 1278                                                                    |